# Сигурд Хаконссон
Сигурд Хаконссон (др.-сканд. Sigurðr Hákonarson) (ок. 895 — 962) — второй ярл Хладира, друг и советник великого конунга (короля) Норвегии Хакона Доброго. Правил в Трёнделаге, Фьордах и Тронхейме. Был убит по приказу Харальда серой Шкуры. «Сага о Хаконе Добром» называет Сигурда «самым мудрым человеком в Норвегии».

## Биография
Наследник влиятельного рода ярлов, правивших обширными землями в Норвегии и тесно связанными с королевской семьей. Хакон Грьотгардссон, отец Сигурда, был соратником и тестем первого великого конунга (короля) единой Норвегии Харальда Прекрасноволосого. Сестра Сигурда Аса была одной из жен Харальда. Старшие братья Сигурда, Грьотгард и Херлауг, погибли в битве у Сольскеля, после чего он стал наследником отца.
В конце IX или начале X века ярл Хакон предпринял попытку захватить Согн, где правил Атли Тощий. Произошла битва у Фьялера, в которой Хакон погиб. Эта битва произошла около 900 года (хотя разные источники датируют битву датами, лежащими в очень большом диапазоне — от 880 до 920 года). На момент гибели отца Сигурд был малолетним и всю полноту власти в своих владениях получил только после достижения зрелости. Став зрелым, Сигурд женился на Бергльот Торирдоттир, дочери ярла Торира Рагнвальдссона из Мёре и Алоф Харальддоттир, дочери Харальда Прекрасноволосого.
В доме Сигурда воспитывались сыновья Харальда Прекрасноволосого, Хальвдан Чёрный и Сигрёд Харальдссон, что было неудивительно, учитывая, что они были сыновьями Асы Хакондоттир и, соответственно, племянниками Сигурда.
В «Обзоре саг о норвежских конунгах» говорится, что «мудрецы», недовольные правлением Эйрика Кровавой Секиры отправились в Англию, чтобы призвать на родину Хакона Доброго. Учитывая, что сага называет Сигурда «мудрейшим», а также дальнейшую благосклонность великого конунга к Сигурду, можно предположить, что ярл Хладира был среди этих «мудрецов». Первым, что сделал новый Хакон Добрый после прибытия в Норвегию, был визит в Тронхейм и заключение союза с ярлом Сигурдом. Голос Сигурда стал решающим на тинге, на котором Хакон был избран великим конунгом, — по саге, Сигурд говорил в пользу Хакона и предложил бондам провозгласить его конунгом. Источники сообщают, что Сигурд «был любимым другом Хакона конунга».
Став правителем Норвегии, Хакон «посадил Сигурда, хладирского ярла, править всем Трёнделагом». Позднее, по совету Сигурда, Хакон утвердил законы Фростатинга — одного из четырёх основных тингов Норвегии. Сигурд являлся посредником между великим конунгом и тингом в Тронхейме. Судя по всему, на тот момент власть великого конунга еще не до конца распространялась на Тронхейм, поэтому Сигурд выступал в качестве представителя от местных бондов, которых уговорил поддержать великого конунга. Взамен он потребовал от Хакона Доброго «отказываться делать то, о чем его просили бонды».
Одной из проблем был назревающий религиозный вопрос — Хакон Добрый был христианином, а Сигурд и бонды в его владениях — ревностными язычниками. Несмотря на попытки Сигурда сгладить ситуацию, Хакон был недоволен проводимыми в тронхеймской земле ритуалами. Он даже собрал войска и планировал поход на Тронхейм, но ярлу Сигурду удалось добиться примирения.
Тем временем, в конце 950-х годов Хакон Добрый вступил в открытое противостояние с сыновьями Эйрика Кровавой Секиры. В 961 году в битве при Фитьяре Хакон нанес поражение сыновьям Эйрика, но сам погиб в сражении. Это дало возможность Харальду Эйрикссону Серой Шкуре при поддержке братьев и матери, Гуннхильд, захватить власть в Норвегии.
Став великим конунгом, Харальд Серая Шкура начал борьбу с самыми влиятельными правителями Норвегии, которыми сага называет Трюггви Олафссона, Гудрёда Бьёрнссона и ярла Сигурда, ставя его, таким образом, в один ряд с потомками Харальда Прекрасноволосого. Первоначально Серая Шкура не хотел воевать с Сигурдом, заключив с ним союз и признав его власть над Тронхеймом. Это не устроило Гуннхильд, которая стала подначивать сыновей выступить против Сигурда — «Сигурд ярл правит всем Трандхеймом, и я не знаю, какая необходимость для вас позволять одному ярлу править такой большой частью вашего государства».
Планируя убийство Сигурда, Харальд Серая Шкура вступил в сговор с его младшим братом, которого сага называет Грьотгардом (неизвестно, ошибка ли это, так как Грьотгардом звали старшего брата Сигурда, погибшего задолго до того, как Сигурд стал ярлом). Грьотгард пообещал конунгу и его братьям помощь в борьбе с Сигурдом.
Осенью 962 года Сигурд Хаконссон и его люди были сожжены в Эгло (современная деревня Скафталь) по приказу Харальда Серой Шкуры. Гибель Сигурда дала начало войне между Харальдом Серой Шкуры и Хаконом Сигурдссоном Могучим, который немедленно после убийства отца был провозглашен ярлом. В 970 году Хакон, ставший союзником датского короля Харальда Синезубого, разбил войска Харальда Серой Шкуры и стал фактическим правителем Норвегии от имени датской короны.